# 1555

## Události
- 29. září
  - přijat augsburský náboženský smír
  - Osmanský sultán Sulejman I. nechává popravit svého velkovezíra Karu Ahmeda Pašu, který byl obviněn z úplatkářství. Funkcí pověřuje znovu svého zetě Rüstema Pašu.
- Nostradamus zveřejnil svá proroctví
- Zemětřesní ve Skopje – nejničivější zemětřesení v této oblasti od roku 563 do roku 1963.

### Probíhající události
- 1545–1563 – Tridentský koncil

## Narození
Česko
- 6. ledna – Melchior z Redernu, rakouský šlechtic, císařský rada, polní maršál († 20. září 1600)
- 10. srpna – Vavřinec Benedikt z Nudožer, matematik, pedagog, básník, překladatel a filolog slovenského původu († 4. června 1615)
- 23. prosince – Mikuláš Dačický z Heslova, český spisovatel a šlechtic († 25. září 1626)
- ? – Adam Zalužanský ze Zalužan, český lékař, lékárník, botanik a pedagog († 8. prosince 1613)
- ? – Jan Boreň Chlumčanský z Přestavlk, český nižší šlechtic († 1615)

Svět
- 26. ledna – Karel II. Monacký, monacký kníže († 17. května 1589)
- 18. března – František z Anjou, francouzský princ, nejmladší syn Jindřicha II. a Kateřiny Medicejské (* 19. června 1584)
- 21. dubna – Lodovico Carracci, italský barokní malíř a grafik († 13. listopadu 1619)
- 1. srpna – Edward Kelley, anglický alchymista a spiritistické médium , spolupracovník Johna Dee (* 1. listopadu 1597)
- 23. září – Luisa de Coligny, manželka Viléma I. Oranžského († 13. listopadu 1620)
- 24. září – Hercules I. Monacký, vládce Monaka († 29. listopadu 1604)
- 28. září – Henri de La Tour, francouzský šlechtic, maršál Francie († 25. března 1623)
- 6. října – František Nádasdy, uherský šlechtic, bojovník proti Turkům, manžel Alžběty Báthoryové († 1604)
- 3. listopadu – Annibale Carracci, italský barokní malíř († 15. července 1609)
- ? – Moderata Fonte, italská básnířka a spisovatelka († 1592)
- ? – Tung Čchi-čchang, čínský učenec mingského období († 1636)
- ? – François de Malherbe, francouzský básník, literární kritik a překladatel († 16. října 1628)
- ? – Imanuel Aboab, portugalský sefardský rabín († 1628)
- ? – Antonio Tempesta, italský malíř a grafik († 5. srpna 1630)

## Úmrtí
- 8. ledna – Bohuslav Bílejovský, český kněz a kronikář (* asi 1480)
- 23. března – Julius III., papež (* 10. září 1487)
- 12. dubna – Jana I., kastilská královna, manželka Filipa I. Sličného (* 6. listopadu 1479)
- 1. května – Marcel II., papež (* 6. května 1501)
- 25. května – Jindřich II. Navarrský, král Navarry (* 18. dubna 1503)
- 23. června – Pedro Mascarenhas, portugalský mořeplavec, koloniální správce a místokrál v Goa (* 1470/1484)
- 8. září – Svatý Tomáš z Villanovy, arcibiskup ve Valencii (* 1486)
- 29. září – Kara Ahmed Paša, osmanský státník albánského původu (* ?)
- 5. října – Edward Wotton, anglický zoolog a entomolog (* 1492)
- 4. listopadu – Anežka Hesenská, saská kurfiřtka a vévodkyně, manželka Mořice Saského a Jana Fridricha II. (* 31. května 1527)
- 20. listopadu – Šebestián Aerichalcus, český pedagog a spisovatel (* asi 1515)
- 21. listopadu – Georgius Agricola, německý učenec (* 1494)
- 5. prosince – Wolfgang ze Salmu, rakouský šlechtic a pasovský biskup (* 1514)
- ? – Isabela Navarrská, sestra navarrského krále (* 1512)
- ? – Jan Krakowský z Kolowrat, rakovnický šlechtic (* 1530)
- ? – Piri Reis, osmanský námořník a kartograf (* asi 1470)
- ? – Štefan IV. Druget, uherský šlechtic (* ?)

## Hlavy států
- České království – Ferdinand I.
- Svatá říše římská – Karel V.
- Papež – Julius III., Marcel II., Pavel IV.
- Anglické království – Marie I. Krvavá
- Francouzské království – Jindřich II.
- Polské království – Zikmund II. August
- Uherské království – Ferdinand I.
- Španělské království – Karel V.
- Burgundské vévodství – Karel V.
- Osmanská říše – Sulejman I.
- Safíovská říše – Tahmásp I.
- Mughalská říše – Humájún
- Čínské císařství – Ťia-ťing